# Mäster Petrus

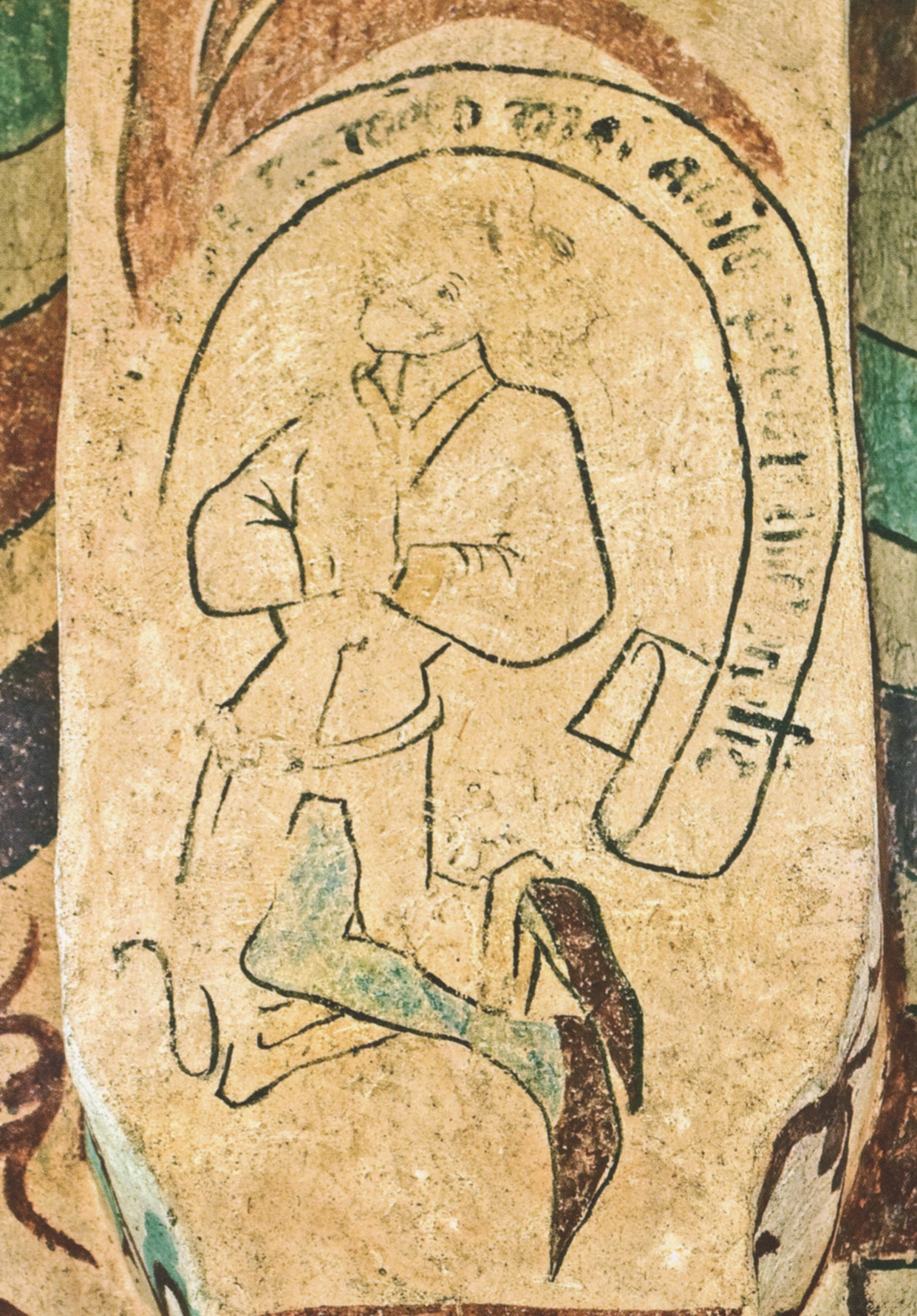
Albertus Pictors självporträtt i Lids kyrka.

Mäster Petrus (Peter Målare) var vad som under över hundra år 1872-1992 antogs vara en kyrkomålare verksam i Södermanland vid mitten av 1400-talet.
Föreställningen om Mäster Petrus uppstod då målningarna Ösmo kyrka knackades fram 1872. Hans Hildebrand läste där ett namn som han tolkade som Peter och namnet på målaren. Till mäster Petrus attribuerades därefter några framtagna målningar i snarlik stil i Vadsbro kyrka, Vansö kyrka och Torshälla kyrka och senare de på 1950-talet framtagna målningarna i Lids kyrka och Vårdinge kyrka. Bilden av Mäster Petrus som målare skapades främst av Sigurd Wallin i en artikel 1918 och av Henrik Cornell i hans Den svenska konstens historia 1944, där Mäster Peter antogs vara en tysk konstnär, nyskapare inom den svenska kyrkomålningen, och lärare till Albertus Pictor.
På 1980-talet lyckades forskare läsa den nötta inskriften på språkbandet i Lids kyrka kring vad som tidigare antogs ha varit ett porträtt av den som bekostade målningen. Den löd: "... miserere mei Alberti pictoris huius ecclesie" (ha förbarmande med mig Albert, denna kyrkas målare). Det dröjde några år innan Sture Warmenius och Eva Helenius-Öberg oberoende av varandra kunde dra slutsatserna av upptäckten. Målningarna i de sörmländska kyrkorna som tidigare daterats till 1440- och 1450-talen daterades med hjälp av vapensköldar och andra detaljer alla till mitten av 1460-talet, Sala sockenkyrka, som signerats av Albertus antogs även tidigare ha sina dekorationsslingor målade av Mäster Petrus, men man ansåg att det inte borde vara rimligt att en mästare lät sin elev signera deras gemensamma arbete. Eva Helenius-Öberg lät därför närmare studera inskriften i Ösmo kyrka och kunde konstatera att inskriften visserligen var oläslig, men att namnet Peter omöjligen kunde ingå där. Jan Svanberg kunde i ett arbete 1992 påvisa att de målningar som tidigare blivit tillskrivna Mäster Petrus passade väl som ungdomsverk av Albertus Pictor.